# Oropodisma taygetosi
Oropodisma taygetosi är en insektsart som beskrevs av Willemse, F.M.H. 1972. Oropodisma taygetosi ingår i släktet Oropodisma och familjen gräshoppor. Inga underarter finns listade i Catalogue of Life.